# Pierre Rémy
Pour les articles homonymes, voir Rémy (homonymie).
 (mai 2023).
Si vous disposez d'ouvrages ou d'articles de référence ou si vous connaissez des sites web de qualité traitant du thème abordé ici, merci de compléter l'article en donnant les références utiles à sa vérifiabilité et en les liant à la section « Notes et références ».
Pierre Rémy (né le 31 mars 1947 à Paris) est un réalisateur français. 
Après une jeunesse dans les Hauts-de-Seine, il entre dans l'Aéronavale pour assouvir sa passion pour l'aviation. Basé à Lanvéoc-Poulmic près de Brest, il participe à de nombreux sauvetages en mer dont celui de l'Amoco Cadiz à bord des hélicoptères Super Frelon de la Flottille 32F. La Marine Nationale lui donne l'occasion de faire deux tours du monde sur le porte-hélicoptères Jeanne d'Arc où il côtoie le prince Albert, futur souverain de Monaco.  
Il vient s'établir dans le midi où il crée une structure de productions audiovisuelles, pmavision, et participe à de nombreux événements de la Côte d'Azur en réalisant des reportages pour des chaînes de télévision, notamment CNN. Il réalise avec des personnalités du monde des arts Eddie Barclay, le mime Marcel Marceau, le réalisateur Jeff Musso, le sculpteur Emma de Sigaldi, le photographe André Villers, le poète André Verdet, les céramistes Jean Derval et Roger Capron, le peintre Galeazzo von Mörl de nombreux tournages et films biographiques primés par l'Unesco. Son intérêt pour l’environnement l'incite aussi à réaliser des documentaires sur l'Histoire Naturelle et ses connaissances techniques à faire des audiovisuels pour entreprises. 
Dorénavant établi dans le Var, il réalise des photographies de la nature, participant à de nombreuses expositions.